# فريدريش ألبرت لانج
فريدريش ألبرت لانج (بالألمانية: Friedrich Albert Lange )‏ (و. 1828 – 1875 م) هو صحفي، واقتصادي، وفيلسوف، وأستاذ جامعي، وعالم اجتماع، ومؤرخ ألماني، توفي في ماربورغ، عن عمر يناهز 47 عاماً.

## روابط خارجية
- فريدريش ألبرت لانج على موقع الموسوعة البريطانية (الإنجليزية)